# باشگاه بسکتبال آرارات تهران

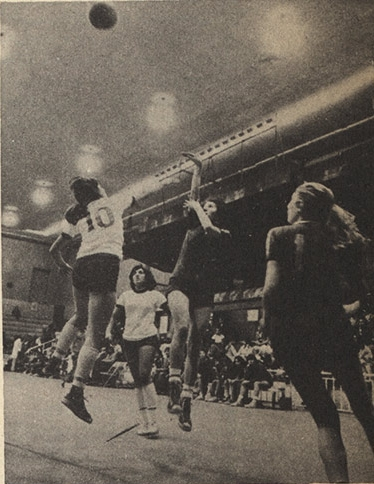
دیدار آرارات و زاینده‌رود اصفهان در اولین جام شهبانو. ماری عزیزیان از آرارات (سیاه پوش) در حال پرتاب توپ و دفاع مهین شیوایی (شماره ۱۰ اصفهان) اِولین آواکیان از آرارات و شعله ماهوتیان (شناگر سابق تیم ملی) از اصفهان نیز چشم به توپ دوخته‌اند. از مجله کیهان ورزشی شماره ۱۱۲۰، آبان ۱۳۵۴.

لحظه آغاز بازی سپاهان و آرارات در مرحله ماقبل پایانی جام شهبانو ۱۳۵۵ که با پیروزی سپاهان و صعود آن‌ها به جمع ۴ تیم نهایی به پایان رسید.

باشگاه بسکتبال آرارات تهران (ارمنی: Արարատ Թեհրան բասկետբոլային ակումբ) نام باشگاه بسکتبال مستقر در شهر تهران می‌باشد. این باشگاه متعلق به ارامنه ایران است. تیم زنان این باشگاه در در لیگ برتر بسکتبال زنان ایران شرکت می‌کند و در لیگ ۱۳۸۷، ۱۳۸۸ و ۱۳۹۳ به مقام قهرمانی کشور دست یافته‌است.

## آمار مسابقات

### لیگ برتر بسکتبال مردان ایران
- ۲۰۰۷–۰۸: ۹ام
- ۲۰۰۸–۰۹: ۱۲ام

### لیگ برتر بسکتبال زنان ایران
- قهرمانی: ۱۳۸۷، ۱۳۸۸، ۱۳۸۹ و ۱۳۹۳
- نایب قهرمانی: ۱۳۵۴، ۱۳۸۴، ۱۳۸۶ و ۱۳۹۲